# Harpacticus flexulosus
Harpacticus flexulosus is een eenoogkreeftjessoort uit de familie van de Harpacticidae. De wetenschappelijke naam van de soort is voor het eerst geldig gepubliceerd in 1988 door Ceccherelli.